# Enno Walter
Enno Walter (* 13. Mai 1930 in Neisse, Landkreis Neisse, Provinz Oberschlesien; † 11. Juni 2024 in Stuttgart) war ein Brigadegeneral des Heeres der Bundeswehr.

## Leben
Walter, geboren als Sohn des Rechtsanwalts und Notars Georg Walter, absolvierte 1950 das Abitur am Internat für ostvertriebene katholische Schüler in Recklinghausen. Er studierte kurzzeitig Philosophie und trat 1951 in den Bundesgrenzschutz ein, wo er 1954 zum Leutnant ernannt wurde. Im Jahr 1956 wurde er in die Bundeswehr übernommen, wo er Verwendungen als Hörsaal-Offizier an einer Heeresoffiziersschule und in Stäben hatte.
Von 1963 bis 1965 absolvierte Walter den 6. Generalstabslehrgang Heer an der Führungsakademie der Bundeswehr in Hamburg, wo er zum Offizier im Generalstabsdienst ausgebildet wurde. Anschließend war er Generalstabsoffizier für Planung, Ausbildung und Organisation (G 3) einer Panzerbrigade. In der Folgezeit diente er in einem NATO-Stab und wurde Referent und Referatsleiter in der Stabsabteilung VI (Planung) im Führungsstab des Heeres im Bundesministerium der Verteidigung in Bonn. Er absolvierte von 1971 eine Ausbildung am Armed Forces Staff College in den USA.
Vom 27. September 1976 bis 28. Juni 1978 war Walter Brigadekommandeur der Panzerbrigade 21 in Augustdorf. Ab Juli 1978 war er Stabsabteilungsleiter VI (Planung) im Führungsstab des Heeres und ab 1. Oktober 1981 stellvertretender Divisionskommandeur und Kommandeur der Divisionstruppen der 10. Panzerdivision in Sigmaringen. Mit Ablauf des März 1988 wurde er in den Ruhestand versetzt.
Walter wurde am 29. Oktober 1983 in Frankfurt am Main in die Komturei Am Oberrhein des Deutschen Ordens investiert. Er war von 1989 bis 1995 Balleivorstand und Deutschherren-Schatzkanzler.
Walter war katholisch, verheiratet und hatte drei Kinder. Nach seinem Tod wurde er am 2. Juli 2024 beigesetzt.

## Auszeichnungen
- Verdienstkreuz 1. Klasse des Verdienstordens der Bundesrepublik Deutschland (1988)
- Verdienstkreuz am Bande des Verdienstordens der Bundesrepublik Deutschland
- Ehrenkreuz der Bundeswehr in Gold
- Legion of Merit